# المواكب
المواكب قصيدة شعرية نظمها جبران خليل جبران، وطبعها في كتاب مستقل كبير الصفحات مزدان بالرسوم الرمزية. القصيدة رمزية طويلة تتكون من 203 بيتا تنقسم إلى وحدات تتناول مختلف المواضيع، وهي من ثلاث مراحل، وتتناول القصيدة مواضيع: الخير، الدين، العدل، العلم، السعادة والحب، وصف الطبيعة المثالية«وصف لبنان».

## عن القصيدة
تتألف القصيدة من ستة مقاطع، كل مقطع يتألف من ثلاث مراحل:
- المرحلة الأولى: الموضوع كما هو في الواقع أوكما يتصوه الواقع.
- المرحلة الثانية: الموضوع حسب رأي الكاتب أو الوضع المثالي لهذا الموضوع «صوت الغاب» صوت الناي وهو تأكيد لصوت الغاب.